# Malfunkshun: The Andrew Wood Story
Malfunkshun: The Andrew Wood Story (укр. Несправність: історія Ендрю Вуда) — документальний фільм, присвячений загиблому сіетлському музиканту Ендрю Вуду, що вийшов у 2005 році.

## Історія створення
Режисером та продюсером фільму став Скот Барбор. Під впливом від триб'ют-альбому Temple of the Dog, він вирішив дізнатись якомога більше про Ендрю Вуда, якому була присвячена платівка. Вуд був яскравим представником сіетлської сцені кінця вісімдесятих років. Він починав свою кар'єру в рок-гурті Malfunkshun, виступавши під псевдонімом «Лендрю — дитина кохання», а потім приєднався до колишніх музикантів місцевого гурту Green River, створивши колектив Mother Love Bone. За декілька тижнів до виходу дебютного альбому, Вуд вмер через передозування наркотиків. Його колишні колеги разом з Крісом Корнеллом (Soundgarden) створили триб'ют-проєкт Temple of the Dog, а пізніше заснували всесвітньо відомий гурт Pearl Jam.
Під час власного дослідження, Барбор зустрівся з багатьма знайомими Вуда, щоб дізнатись про його історію, музику, натхнення та вплив на інших. Окрім рідних та батьків Вуда, Барбор взяв інтерв'ю у відомих музикантів, серед яких Стоун Ґоссард, Джеф Амент, Кріс Корнелл, Кім Таїл. Також до документальної стрічки увійшли рідкісні записи концертів за участі Вуда, а також його домашні відео. Назва фільму «Несправність: історія Ендрю Вуда» відсилала до назви його першого гурту Malfunkshun.

## Вихід фільму
Дебютний показ фільму відбувся в червні 2005 році на Сіетлському кінофестивалі. Після цього стрічка демонструвалась ще декілька разів, зокрема, на заході Northwest Film Forum в вересні, та на голлівудському FAIF Film Festival в жовтні 2005 року. DVD-версія фільму вийшла лише у 2011 році на бокс-сеті The Andrew Wood Story, разом з рідкісними демозаписами Malfunkshun.
На сайті Variety.com документальний фільм назвали «артефактом часів гранджу», відзначивши цікаве поєднання різних концертних записів, інтерв'ю та відгуків знайомих та рідних. Проте, на думку Кена Айснера, картина не давала відповіді на питання, чи зміг би Вуд стати справжньою світовою зіркою. В газеті Seattle Times звернули увагу на детальне зображення дитинства Вуда та подробиць його неблагополучної родини, яке відрізняло фільм від більшості біографій рок-зірок. Том Скенлон порівняв історію Вуда з долею Курта Кобейна і назвав «поглядом на один із забутих будівельних блоків сцени Сіетла». В газеті Austin Chronicle фільм назвали «безладним 100-хвилинним DVD-документом про дисфункцію сімейства Вуд і прото-гранж».

## В ролях
- Ендрю Вуд
- Девід Вуд
- Тоні Вуд
- Кевін Вуд
- Браян Вуд
- Чарльз Крос
- Джо Абрамс
- Маркус Міні
- Кріс Корнелл
- Джек Ендіно
- Кім Таїл
- Стоун Ґоссард
- Ріґан Гаґар
- Джеф Амент
- Mother Love Bone
- Green River
- U-Men
- Melvins